# Habří (Blovice)
Habří (také Žofín, německy Sofienhof) je bývalý hospodářský dvůr patřící k městu Blovice, který leží na úbočí kopce Karlov asi 150 metrů od silnice spojující místní část Bohušov s obcí Struhaře. Na této silnici se nachází autobusová zastávka Blovice, Habří a taktéž rozcestník KČT s názvem Dvůr Habří, který leží na červené turistické značce a na cyklotrase č. 2147. Plocha areálu dvora hradišťského panství je 0,89 hektaru. Mezi lety 1918 a 1928 vystřídal 6 majitelů. Les nad dvorem nese jméno Josefswald. Pozemky příslušné ke dvoru měly v roce 1902 rozlohu 72,41 hektaru.

## Popis dvora
V roce 2001 zde bydlelo 19 obyvatel ve třech domech, kdežto v roce 2011 již byli pouze 4 (z toho 2 s trvalým pobytem). Výměr základní sídelní jednotky sloužící hlavně k zemědělským účelům je 0,269 km². V roce 2017 patří bývalý dvůr celkem čtyřem vlastníkům (každý s podílem 1/4).

## Historie
První zmínky o hospodářském dvoře jsou z poloviny 18. století. Ohodnocení panství z roku 1775 uvádí dvůr Habří jako bez ceny. Hrabě Eduard Pállfy dal v roce 1878 zbourat místní starou hájovnu, aby udělala místo stájím, nové hájovně a nové stodole. Stejně tak zrušil pastviny, které v okolí převažovaly a dal je rozdělit na pole a přejmenoval sídlo na Sofienhof, což se však mezi místními obyvateli neujalo. Dvůr zůstal majetkem hradišťského panství až do roku 1918, i když byl v roce 1902 v pronájmu jistého Konráda Grunda. 16. září 1918 (tedy ještě před vyhlášením samostatného Československa) byl areál i s pozemky prodán panu Gabrielovi, nájemci Podhřibského dvora. Ten o osm let později – 4. března 1926 – prodal dvůr lékárníku ze Žatce, Rudolfovi Klierovi. V těchto rukách nezůstalo Habří dlouho – 9. února 1927 ho koupil Karel Verner, písař berního úřadu na Žižkově, který ho obratem prodal v aukci 16. srpna 1927, a to Viktoru Schleinovi, bankéři z Trnovan u Teplic. Rychlé střídání majitelů bohužel pokračovalo, protože již 22. května 1928 Habří koupil Josef Trachta z Prahy VII. Ten v roce 1928 postavil deputátní domek čp. 31 a přestavěl bývalou hájovnu na svůj byt (čp. 24).
6. března 1930 byli na dvoře usmrceni dělníci Karel Průcha (56 roků) a Josef Šneberk (27 roků), když se roztrhl mlecí kámen šrotovníku poháněného traktorem, který obsluhovali. Byli na místě mrtvi. Na místo se dostavila soudní komise, která neštěstí zkoumala. Pohřeb se konal v neděli 9. března za veliké účasti lidu domácích i vůkolních. Oba byli ženatí a Šneberk otcem malého dítěte.
26. října 1931 v poledne výstřelem z revolveru ukončil svůj život v lese u dubu po levé straně cesty vedoucí na Karlov npor. Karel Jiří Wachtel, když byl u svého přítele Trachty v Habří na návštěvě. Nadporučík Wachtl byl francouzský legionář 23. československého střeleckého pluku a bývalý konsul ČSR v Káhiře. Podle hradišťského kronikáře byl již několik měsíců před tímto činem těžce psychicky nemocen a v dopise na rozloučenou uvedl, že za těchto mlhavých pochmurných dnů už moc nevytrpí, a proto raději ukončí svůj život sebevraždou. Pohřeb se konal 29. října 1931 o třetí hodině odpolední v kostele sv. Jana Evangelisty v Blovicích a pohřben byl na blovickém hřbitově za účasti občanstva, legionářů a vojenské hudby z Plzně.
V roce 1933 byl dvůr prodán v dražbě, kde ho koupil Matěj Tomášek. V 30. letech zde bydleli kromě majitelů i dělníci – například Kateřina Karasová zemřela v čp. 24 18. února 1933.
9. února 1940 koupil od Matěje Tomáška dvůr Habří Josef Pechman, který se přistěhoval do usedlosti 22. května (původní majitel se odstěhoval o dva dny dříve). Avšak po konci druhé světové války roce 1945 se stal správcem areálu Jaroslav Mráz.
V osmdesátých letech 20. století se sem nastěhovali Romové a objekt využívali až do roku 2015. V lednu 2003 zde 47letý muž brutálně umlátil násadou od koštěte svojí o 25 let starší manželku.
V roce 2008 se objevil návrh na vybudování sportovního rekreačního centra; projekt ovšem nebyl realizován. V roce 2015 uveřejnil soukromý investor návrh na revitalizaci areálu a jeho přestavbu na farmu. V roce 2016 se ve dvoře objevila obrovská nelegální skládka, kterou však nechal majitel na vlastní náklady zlikvidovat. Původce skládky se podařilo odhalit díky fotopastem nainstalovaným Městskou policií Blovice.